# La Brévine
La Brévine est une commune suisse du canton de Neuchâtel, située dans la région Montagnes.

## Histoire
La région est habitée depuis le milieu du XVe siècle. Le village s'appelait alors La Chaux-des-Taillères. Le nom actuel provient de brevena, qui signifie abreuvoir en patois. Le village a été incendié en 1831, et ne compte donc que peu de maisons anciennes. 
Au milieu du XVIIe siècle, on y découvrit une source martiale, riche en carbonate de fer. Au milieu du XIXe siècle, des bains y furent édifiés, grâce à une subvention du roi  Frédéric-Guillaume IV de Prusse qui était alors encore prince de Neuchâtel. Les bains ne sont aujourd'hui plus en fonction.

## Géographie
| Les Gras ( France)           | Grand'Combe-Châteleu ( France) | Le Cerneux-Péquignot |
| Pays-de-Montbenoît ( France) | La Brévine                     | La Chaux-du-Milieu   |
| Val-de-Travers               | Val-de-Travers                 | Les Ponts-de-Martel  |

La Brévine mesure 41,82 km2. 2,3 % de cette superficie correspondent à des surfaces d'habitat ou d'infrastructure, 53,4 % à des surfaces agricoles, 42,3 % à des surfaces boisées et 2,0 % à des surfaces improductives.
 
Le point culminant de la commune se situe non loin du crêt du Cervelet.

## Population

### Gentilés
Les habitants de la commune se nomment les Bréviniers.
Les habitants de la localité de Bémont se nomment les Bémontiers.

### Démographie
La Brévine compte 606 habitants fin 2022. Sa densité de population atteint 14 hab./km2.
Le graphique suivant résume l'évolution de la population de La Brévine entre 1850 et 2008 :

## Climat local
La Brévine est caractérisée par un climat très particulier que l'on peut parfois qualifier de micro-climat. Du fait de sa situation géographique qui allie haut-plateau et vallée montagneuse, sous certaines conditions, il n'est pas rare de constater dans le village et la vallée du même nom des températures inférieures d'une dizaine de degrés par rapport à celles relevées dans les villages alentour. Cette situation se rencontre régulièrement dans l'année et plus particulièrement l'hiver.

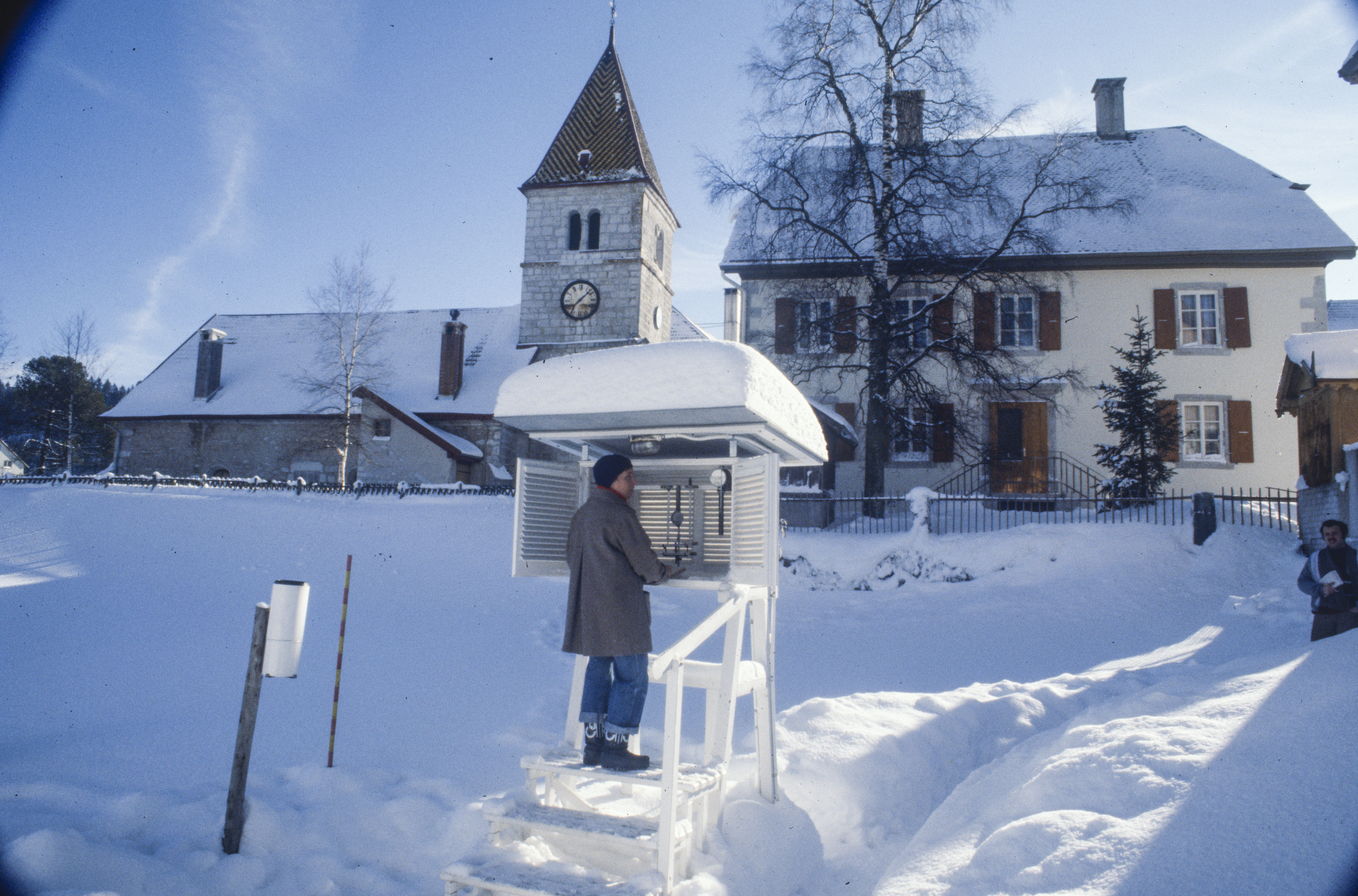
Station météo du village en hiver

Ainsi, il n'est alors pas rare que, dans la vallée, la température atteigne −30 °C certaines nuits sans nuages et sans vent. Le 12 janvier 1987, la station météorologique a mesuré une température de −41,8 °C. Ce record vaut à ce petit village sa réputation le rendant célèbre dans toute la Suisse. En comparaison, la température la plus élevée jamais mesurée en Suisse est de 41,5 °C à Grono.
C'est ce qui justifie à la commune son surnom de Petite Sibérie suisse, considérée comme l'endroit habité de manière permanente le plus froid du pays, bien que de nombreuses autres localités de haute altitude, par exemple Saint-Moritz ou Juf, soient nettement plus froides en moyenne. Cette appellation est à l'origine de l'attrait touristique hivernal du village.
Le principe météorologique se cachant derrière ces records de froid est appelé communément le « lac de froid ». Les conditions nécessaires à ceci sont un ciel sans nuages, une haute pression et l'absence de vent. La présence de neige au sol augmente l'albédo qui a pour effet de réfléchir les rayons du soleil la journée. Le sol n'accumule donc pas d'énergie durant la journée, d'où l'accentuation du froid durant les nuits. En effet, la terre n'émet alors que très peu de rayonnement infrarouge à cause de la couverture neigeuse. Les émissions infrarouge dépendent de la température de chaque corps. Du fait de la forme en « cuvette » de la vallée à cet endroit, l'air froid plus lourd se dépose sur le fond, stagne et se refroidit encore. Il se forme une inversion caractéristique et par conséquent si l'on monte sur les sommets de la vallée l'air se réchauffe de plusieurs degrés (jusqu'à plus de 10 °C en quelques dizaines de mètres d'altitude).
Selon la classification de Köppen, le climat de la Brévine est de type (Dfc) c'est-à-dire un climat subarctique, en raison de la position géographique et de l'altitude.
| Mois                                | jan.             | fév. | mars | avril | mai  | juin | jui. | août | sep. | oct. | nov. | déc. | année |
| ----------------------------------- | ---------------- | ---- | ---- | ----- | ---- | ---- | ---- | ---- | ---- | ---- | ---- | ---- | ----- |
| Température minimale moyenne (°C)   | −10,4            | −10  | −6,1 | −2,5  | 1,5  | 4,3  | 6,6  | 6    | 3,6  | 0,5  | −4,6 | −7,8 | −1,6  |
| Température moyenne (°C)            | −4,3             | −3,5 | 0,1  | 3,9   | 8,6  | 11,7 | 14,2 | 13,4 | 10   | 6,4  | 0,8  | −2,4 | 4,9   |
| Température maximale moyenne (°C)   | 0,9              | 2,1  | 5,5  | 9,5   | 14,4 | 17,9 | 20,5 | 20   | 16,1 | 12,4 | 6    | 2,2  | 10,6  |
| Record de froid (°C) date du record | −41,8 12.01.1987 |      |      |       |      |      |      |      |      |      |      |      |       |
| Précipitations (mm)                 | 144              | 128  | 132  | 116   | 141  | 134  | 131  | 125  | 127  | 130  | 134  | 154  | 1 597 |
| dont neige (cm)                     | 68,4             | 68,3 | 54,4 | 23,8  | 4,2  | 0    | 0    | 0    | 0    | 2,4  | 29,7 | 56,4 | 307,6 |
| Nombre de jours avec précipitations | 13,3             | 12,2 | 13,7 | 12,6  | 15   | 13   | 11,9 | 11,8 | 10,6 | 12,7 | 12,5 | 14,4 | 153,7 |
| Humidité relative (%)               | 86               | 84   | 82   | 79    | 79   | 78   | 76   | 78   | 82   | 83   | 86   | 87   | 82    |
| Nombre de jours avec neige          | 9,4              | 9,1  | 7,9  | 4,7   | 0,9  | 0    | 0    | 0    | 0    | 1,2  | 4,7  | 8,1  | 46    |

| Diagramme climatique                                  |           |            |            |            |            |            |        |            |            |          |            |
| J                                                     | F         | M          | A          | M          | J          | J          | A      | S          | O          | N        | D          |
| 0,9−10,4144                                           | 2,1−10128 | 5,5−6,1132 | 9,5−2,5116 | 14,41,5141 | 17,94,3134 | 20,56,6131 | 206125 | 16,13,6127 | 12,40,5130 | 6−4,6134 | 2,2−7,8154 |
| Moyennes : • Temp. maxi et mini °C • Précipitation mm |           |            |            |            |            |            |        |            |            |          |            |

### Mesures de température
Ces records et le suivi ont pu être enregistrés par des mesures effectuées dès 1872 et conservées dans les archives de MétéoSuisse. Une station de mesure officielle date du 18 décembre 1895. Des observateurs locaux formés et supervisés par des météorologues notent plusieurs fois par jour les données de plusieurs instruments dont une girouette parfois relayée en cas de panne par le coq de l’église.
Les mesures automatiques débutent dans les années 1980. En 1997 la station manuelle est remplacée par un système automatique pour le vent et la température. La mesure des précipitations est automatisée en 2013. La mesure de température se fait toujours du même endroit que lors du fameux record de 1987.

## Tourisme

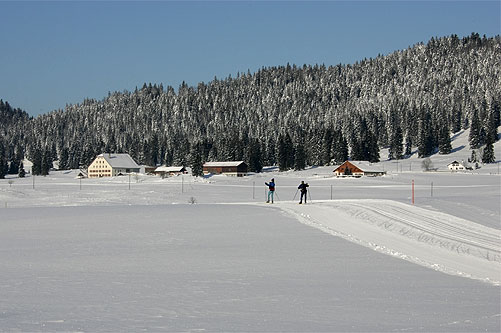
Ski de fond dans la vallée

Le ski de fond est la principale activité touristique en hiver, avec plusieurs dizaines de kilomètres de pistes balisées autour des villages de La Brévine, La Chaux-du-Milieu et Le Cerneux-Péquignot. Des pistes de raquettes sont également disponibles.
À trois kilomètres du village se situe le lac des Taillères qui, au vu des températures hivernales de l'endroit, se fige régulièrement et se transforme en une patinoire. Plusieurs milliers de personnes s'y rendent ainsi régulièrement le week-end pour y pratiquer le patinage. Les commerçants de la région installent des stands de boissons, de nourriture et de location de patins.
En été, le lac, dont la profondeur est faible, se chauffe sous les rayons du soleil et les températures peuvent atteindre 24 degrés. Cela permet la baignade et la pratique de la planche à voile. On y pratique également la pêche à la perche et au brochet, moyennant l'obtention d'un permis.
Un réseau de parcours balisés permettent de pratiquer VTT et la randonnée dans la région.

## Personnalités liées à la commune
- André Gide (1869-1951), prix Nobel de littérature en 1947, séjourna du 18 octobre 1894 au 14 décembre 1894 à La Brévine, probablement pour y prendre les eaux[3]. Durant son séjour, il y écrivit Paludes (1895) et placera l'action de son roman La Symphonie pastorale rédigé en 1918 dans la vallée de la Brévine.
- Pierre Favre, percussionniste et compositeur renommé de jazz et de musique contemporaine, est né dans la vallée en 1937.